# Senat von Pennsylvania

Siegel

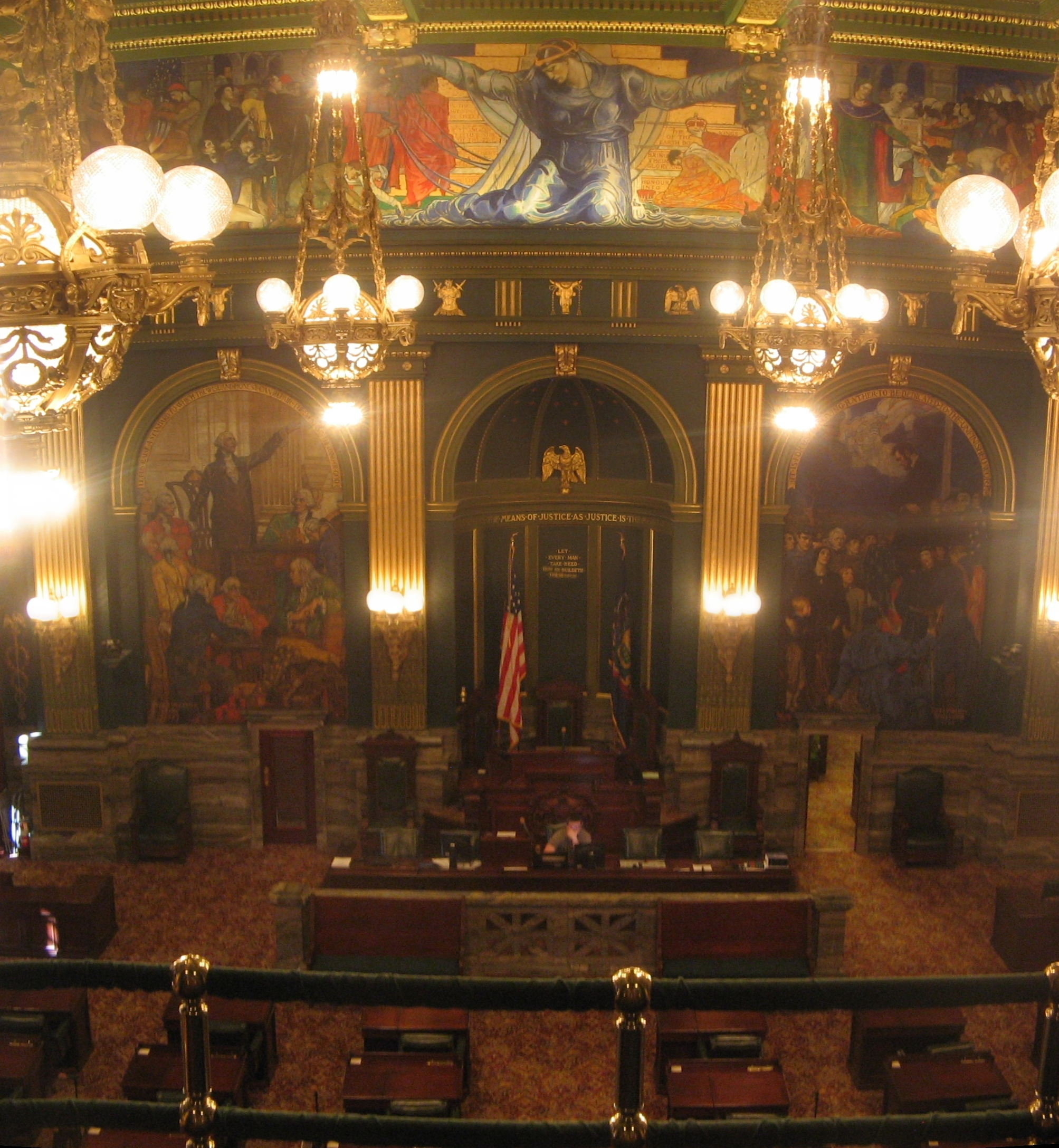
Sitzungssaal des Senats von Pennsylvania

Der Senat von Pennsylvania (Pennsylvania State Senate) ist das Oberhaus der Pennsylvania General Assembly, der Legislative des US-Bundesstaates Pennsylvania.
Die Parlamentskammer setzt sich aus 50 Senatoren zusammen, die jeweils einen Wahldistrikt repräsentieren. Jede dieser festgelegten Einheiten umfasst eine Zahl von durchschnittlich 245.621 Einwohnern (Stand 2002). Die Senatoren werden jeweils für vierjährige Amtszeiten gewählt. Ferner sind diese Amtszeiten so gestaffelt, dass immer die Hälfte der Senatoren jede zwei Jahre neu gewählt wird. Der Sitzungssaal des Senats befindet sich gemeinsam mit dem Repräsentantenhaus im Pennsylvania State Capitol in der Hauptstadt Harrisburg.

## Aufgaben des Senats
Wie in den Oberhäusern anderer Bundesstaaten und Territorien sowie im US-Senat fallen dem Senat von Pennsylvania im Vergleich zum Repräsentantenhaus spezielle Aufgaben zu, die über die Gesetzgebung hinausgehen. So obliegt es dem Senat, Nominierungen des Gouverneurs in dessen Kabinett, weitere Ämter der Exekutive sowie Kommissionen und Behörden zu bestätigen oder zurückzuweisen.

## Struktur der Kammer
Präsident des Senats ist der jeweils amtierende Vizegouverneur. An Abstimmungen nimmt er nur teil, um bei Pattsituationen eine Entscheidung herbeizuführen. In Abwesenheit des Vizegouverneurs steht der jeweilige Präsident pro tempore den Plenarsitzungen vor. Dieser wird von der Mehrheitsfraktion des Senats gewählt und später durch die Kammer bestätigt. Derzeitiger Vizegouverneur und Senatspräsident ist der Republikaner Jim Cawley, Präsident pro tempore der Republikaner Joseph B. Scarnati aus dem 25. Wahlbezirk (Cameron, Clearfield, Elk, Jefferson, McKean, Potter, Tioga, Warren). Weitere wichtige Amtsinhaber sind der Mehrheitsführer (Majority leader) und der Oppositionsführer (Minority leader), die von den jeweiligen Fraktionen gewählt werden. Majority leader der Republikaner ist Dominic F. Pileggi, als Minority leader der Demokraten fungiert Jay Costa.

## Zusammensetzung der Kammer
| Partei   | Partei                 | Abgeordnete |
| -------- | ---------------------- | ----------- |
|          | Republikanische Partei | 30          |
|          | Demokratische Partei   | 20          |
| Summe    | Summe                  | 50          |
| Mehrheit | Mehrheit               | 10          |